# USNS Trenton (T-EPF-5)
USNS Trenton (T-EPF-5) — експедиційний швидкісний транспорт, п'ятий в серії з 14 суден типу «Спірхед» які будуються на верфі компанії Austal USA в місті Мобіл, штат Алабама, на замовлення ВМС США відповідно до контракту, укладеного в листопаді 2008 року.

## Будівництво
Церемонія закладки кіля відбулася 10 березня 2014 року. Спущено на воду 30 вересня 2014 року. Церемонія хрещення відбулася 10 січня 2015 року. Названо на честь міста Трентон, який розташований на східному узбережжі США і є столицею штату Нью-Джерсі. Хрещеною матір'ю стала Вірджинія Камські, яка є головою і головним виконавчим директором компанії Kamsky Associates, Inc. (KAI). В кінці січня судно було відправлено на ходові випробування. 13 квітня 2015 року було передано замовнику після завершення приймальних випробувань.

## Служба
12 червня 2018 року екіпаж судна врятував 40 мігрантів з човна у Середземному морі біля узбережжя Лівії. Дванадцять людей загинули, перш ніж їх вдалося врятувати.
18–21 січня 2021 року експедиційний швидкісний транспорт провів спільні навчання разом з кораблями ВМС Тунісу в Середземному морі з метою посилення морської безпеки, критичних можливостей рятування життя та здатності Тунісу захищати свої морські кордони.
7–18 червня 2021 року взяв участь у міжнародних навчаннях "African Lion 2021" біля берегів Марокко, Сенегалу та Туніса.